# 14 Maiden Lane
14 Maiden Lane, o Diamond Exchange, es un ejemplo temprano de un rascacielos de Nueva York en lo que ahora es el distrito financiero de Manhattan (Estados Unidos). Completado en 1894, todavía está en pie.

## Historia
A fines del siglo XIX y principios del XX, el área alrededor de Maiden Lane y John Street se convirtió en el hogar de varios de los primeros rascacielos construidos especulativamente para albergar negocios atraídos por el floreciente distrito financiero, que se expandía hacia el norte. Maiden Lane ya se estableció como el centro del distrito de joyería de la ciudad en 1795, y el área cerca de Broadway era un distrito comercial muy concurrido. En 1892, los desarrolladores inmobiliarios de Manhattan, Abraham Boehm y Lewis Coon, anunciaron que habían adquirido la propiedad en 14 Maiden Lane y tenían la intención de demoler la estructura existente, reemplazándola con una torre de diez pisos destinada específicamente al comercio de diamantes. En ese momento, el edificio planificado estaría entre los más altos de la ciudad, ya que los ascensores y las nuevas técnicas de construcción permitieron una construcción cada vez más alta y el rápido crecimiento de la ciudad creó un mercado inmobiliario insaciable.

## Diseño y construcción
Boehm y Coon contrataron a Gilbert A. Schellenger para diseñar el edificio para los requisitos específicos de los comerciantes de diamantes y joyeros. El edificio era de construcción ignífuga, con estructura de hierro fundido y acero, y arcos de piso de ladrillo hueco. El marco y los pisos se hicieron inusualmente fuertes para acomodar las pesadas cajas fuertes requeridas por el comercio, las ventanas grandes brindaban abundante luz natural, aumentada por luces eléctricas y de gas, y la fachada estaba decorada con adornos. Limitado por los 7 m que medía el lote, Schellenger enfatizó la esbeltez del edificio con tres delgadas columnatas de ladrillo que flanqueaban las grandes ventanas en saliente en la fachada del edificio. El edificio alto y estrecho se elevaba sobre las estructuras vecinas más antiguas.
La construcción de hierro fundido y acero eran técnicas relativamente nuevas, y la construcción de Diamond Exchange sufrió un gran revés en octubre de 1893 cuando una poderosa tormenta de viento hizo que la jaula incompleta se moviera unas 25 cm de la plomada. El problema finalmente se remonta a agujeros de gran tamaño en los empalmes de las columnas de hierro fundido. Cada nuevo piso agregado a la jaula permitió un movimiento adicional, y la fuerza del viento fue suficiente para hacer que toda la estructura se inclinara. Para resolver el problema, los constructores se vieron obligados a instalar "rodilleras" en la línea del cielo raso de cada piso, convirtiendo la jaula original sin refuerzos en un diseño reforzado. En 1904, una falla por razones análogas provocó el derrumbe del Hotel Darlington de once pisos, también en Nueva York, en el que murieron 25 trabajadores de la construcción.
La construcción se completó en 1894 y el edificio fue ocupado por joyeros y comerciantes de diamantes. La planta baja, decorada con granito pulido, se alquiló a inquilinos minoristas; en 1915 se convirtió en el hogar de Tessaro's, un distribuidor de libros raros. Un año después de que se completó, los desarrolladores vendieron el edificio por 375 000 dólares (su construcción costó aproximadamente 275 000 dólares).

## Destino
Si bien muchos de los primeros rascacielos han sido demolidos o empequeñecidos por vecinos modernos, Diamond Exchange, a 2022 , todavía se encuentra por encima de los edificios adyacentes. En 1920, los edificios del este fueron destruidos por un incendio que mató a varias personas. Los edificios al oeste fueron demolidos en 2015 para dar paso a un hotel.
En 2001, el edificio se había convertido para uso residencial con un apartamento grande en cada piso. En enero de 2022, se vendió por 9,5 millones y los inquilinos restantes, en su mayoría artistas, fueron desalojados.